# اوروکلینی
اوروکلینی (به لاتین: Oroklini) یک روستا در قبرس است که در ناحیه لارناکا واقع شده‌است.

## خصوصیات
اوروکلینی ۶٬۱۳۴ نفر جمعیت دارد.